# Gala (manzana)

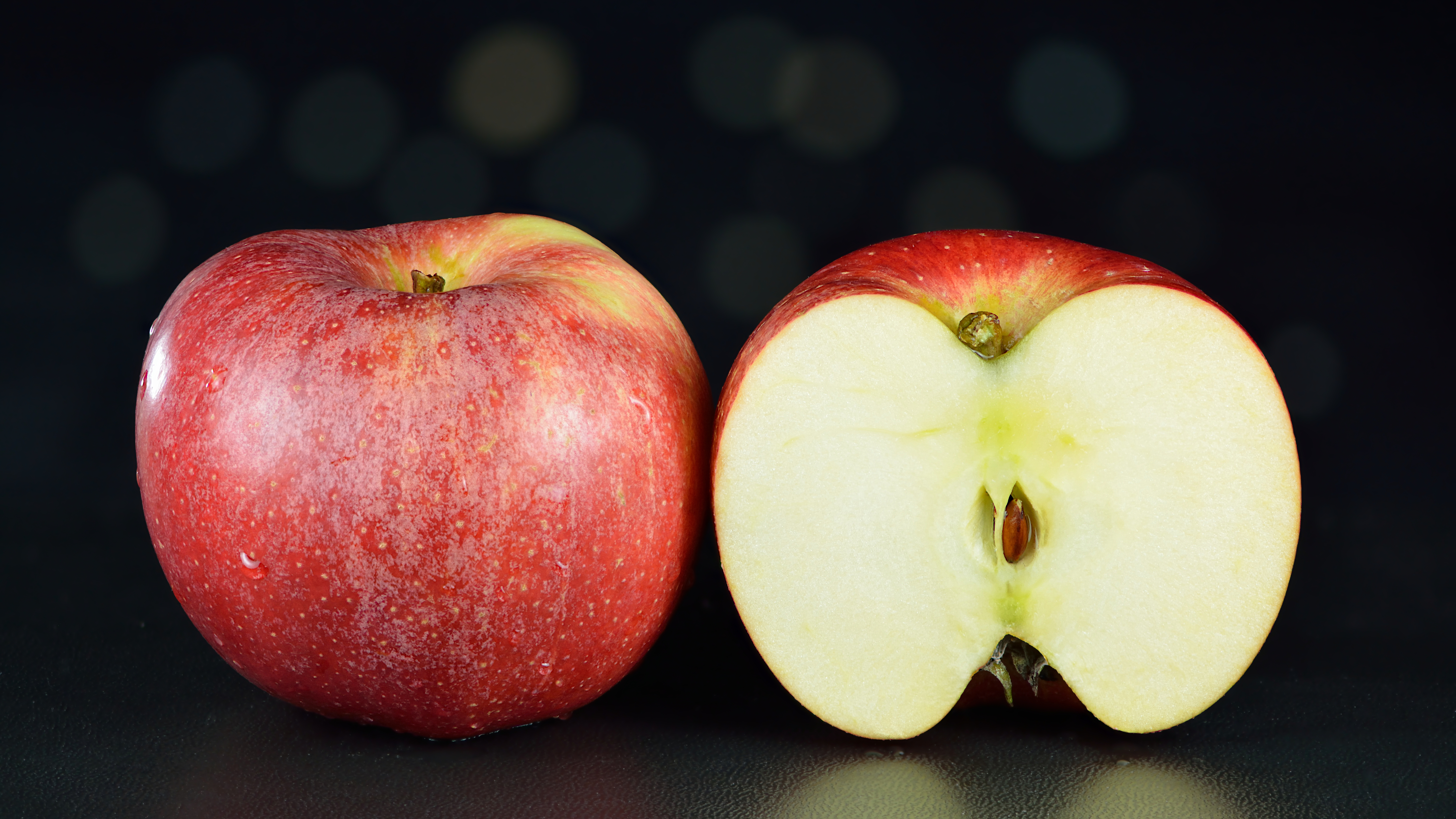
Royal Gala

'Gala' (sinónimos: "Kidd's Gala", "Gala Delicious", mutación del original "Kidd's D-8") es una variedad cultivada de manzanas de origen neozelandés, resultante de dos generaciones de cruzamientos controlados realizados por J. H. Kidd. 'Gala' se obtuvo del cruzamiento de 'Kidd's Orange Red' × 'Golden Delicious'. Se la llamó 'Gala' recién en 1962 y fue liberada para su plantación comercial en 1965. Donald W. McKenzie obtuvo la patente norteamericana en 1974.
'Royal Gala' (también llamada "Tenroy") es la mutación del original "Kidd's D-8" más famosa, para la cual Ten Hove obtuvo la patente en EE. UU. en 1977. A su vez, se obtuvieron mutaciones comerciales de 'Royal Gala', tal el caso de 'Galaxy' (1989). A menudo, los nombres de las variedades cultivadas 'Gala' y 'Royal Gala' se usan indistintamente, aunque se trata de materiales diferentes.

## Características
Esta fruta surgió en Nueva Zelanda en 1939 a partir del cruzamiento de 'Kidd's Orange Red' y 'Golden Delicious'.
Esta manzana, externamente, tiene tonos rojos y naranjas sobre un fondo amarillo verdoso. Es muy redondeada y su tamaño va de mediana a pequeña. En el interior es blanca, crujiente y consistente, así como muy aromática y jugosa.
Se la conoce como 'Royal Gala' en honor a la reina Isabel II, quien durante un viaje a Nueva Zelanda la probó y la misma fue de su agrado.

## Cosecha
Su recolección en el hemisferio norte se da desde finales de agosto hasta diciembre, mientras que en el hemisferio sur, por ejemplo en los valles irrigados de la Patagonia, la maduración se da sobre la última semana de enero y la cosecha dura entre diez y quince días. Por la forma en la que se da el crecimiento de los frutos en el árbol, éstos no maduran todos al mismo tiempo y por eso es necesario que su cosecha se realice en dos o tres pasadas.